# Зуева, Эмма Николаевна
Эмма Николаевна Зуева (1936—2019) — советский, узбекистанский врач-невропатолог. Народный врач СССР (1988).

## Биография
Родилась 4 июля 1936 года.
В 1960 году окончила Ташкентский медицинский институт.
В 1960—1961 годах — врач-терапевт, с 1962 — врач-невропатолог в больнице № 2 Среднеазиатской железной дороги, с 1976 — заведующая отделением железнодорожной поликлиники на станции Ташкент.
Умерла 18 апреля 2019 года.

## Звания и награды
- Народный врач СССР (1988)